# Charles A. Wolverton

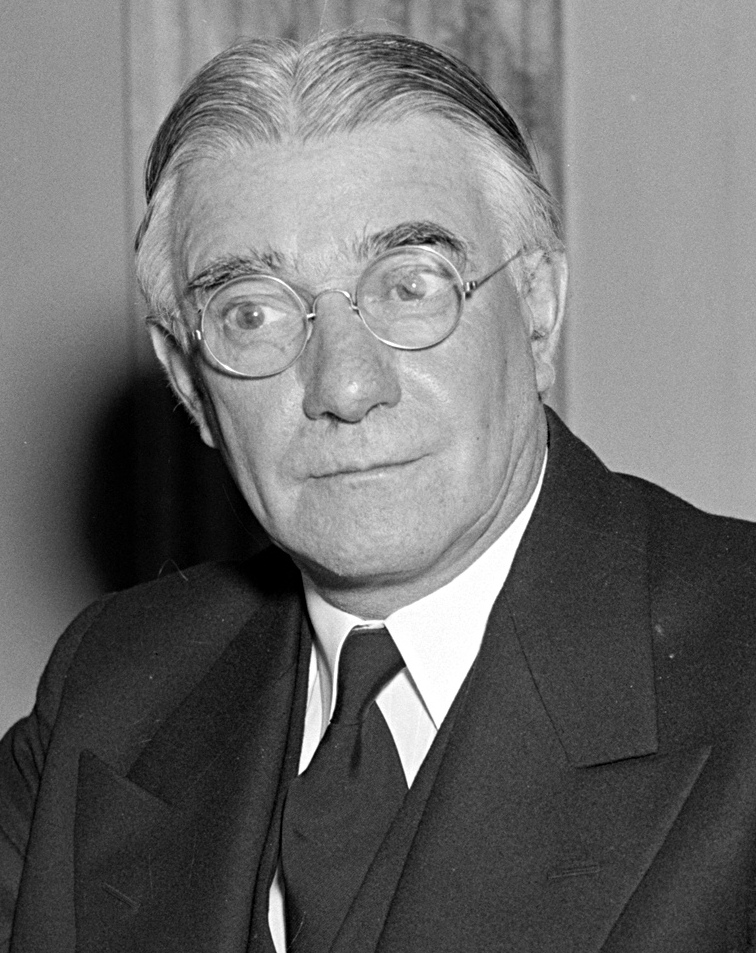
Charles A. Wolverton (1938)

Charles Anderson Wolverton (* 24. Oktober 1880 in Camden, New Jersey; † 16. Mai 1969 ebenda) war ein US-amerikanischer Politiker. Zwischen 1927 und 1959 vertrat er den Bundesstaat New Jersey im US-Repräsentantenhaus.

## Werdegang
Charles Wolverton besuchte die öffentlichen Schulen seiner Heimat. Nach einem anschließenden Jurastudium an der University of Pennsylvania in Philadelphia und seiner 1901 erfolgten Zulassung als Rechtsanwalt begann er in Camden in diesem Beruf zu arbeiten. Zwischen 1906 und 1913 war er stellvertretender Bezirksstaatsanwalt im Camden County; in den Jahren 1913 und 1914 arbeitete er als Sonderstaatsanwalt für den Attorney General von New Jersey. Gleichzeitig begann er als Mitglied der Republikanischen Partei eine politische Laufbahn. Zwischen 1915 und 1918 saß er als Abgeordneter in der New Jersey General Assembly, deren Präsident er im Jahr 1918 war. Während des Ersten Weltkrieges war Wolverton zwischen 1917 und 1919 für die Lebensmittelverwaltung in New Jersey verantwortlich. Danach amtierte er bis 1923 als Staatsanwalt im Camden County.
Bei den Kongresswahlen des Jahres 1926 wurde Wolverton im ersten Wahlbezirk von New Jersey in das US-Repräsentantenhaus in Washington, D.C. gewählt, wo er am 4. März 1927 die Nachfolge von Francis F. Patterson antrat. Nach 15 Wiederwahlen konnte er bis zum 3. Januar 1959 insgesamt 16 Legislaturperioden im Kongress absolvieren. Von 1947 bis 1949 sowie nochmals zwischen 1953 und 1955 war er Vorsitzender des Ausschusses für den Binnen- und Außenhandel. In Wolvertons Zeit als Kongressabgeordneter fiel die Weltwirtschaftskrise Anfang der 1930er Jahre. Danach wurden die New-Deal-Gesetze verabschiedet. Seit 1941 war auch die Arbeit des Kongresses von den Ereignissen des Zweiten Weltkrieges und dessen Folgen geprägt. Weitere Ereignisse während Wolvertons Zeit im Kongress waren der Koreakrieg und die Bürgerrechtsbewegung. Außerdem wurden der 20., der 21., und der 22. Verfassungszusatz ratifiziert. Im Jahr 1958 verzichtete er auf eine weitere Kandidatur.
Nach dem Ende seiner Zeit im US-Repräsentantenhaus praktizierte Charles Wolverton wieder als Anwalt. Er starb am 16. Mai 1969 in Camden, wo er auch beigesetzt wurde.